# Rotator
Rotator is de artiestennaam van muzikant Frank Tavakoli. Hij maakt sinds 1999 Breakcore, Drum & Bass, Oldschool jungle en hardcore house. Zijn werk werd uitgegeven door onder andere Peace Off, Brothers In Blood.

## Discografie

### Albums
- Fuck Shit Up X-Toxic (2007)

### Ep's
- Chandora / Rotator - La Morale(1999)
- He Who Makes A Beast Of Himself Gets Rid Of The Pain Being A Man (2000)
- Chicken Boogie (2001)
- Dissident Sound Maniak Part 1.0 (2005)
- Rotator / Krumble / Cardopusher - Trash 'n' Ready Tour EP (2006)
- Help Me Keep Up Destruktion (2006)
- Rotator / Cardopusher - Jump Da Fuck Up / Fighters Unite(2008)
- Curses On Your Ghettoblaster (2008)